# Herman Bruyninckx
Herman Bruyninckx (Turnhout, 22 dicembre 1962) è un ex cestista belga.

## Carriera
Con il Belgio ha disputato i Campionati europei del 1993.